# ルワンダ虐殺における初期の出来事
ルワンダ虐殺における初期の出来事では、1994年4月6日に発生したルワンダ大統領ジュベナール・ハビャリマナとブルンジ大統領シプリアン・ンタリャミラの同時暗殺事件から、続く数日のうちにルワンダ虐殺が勃発するまでの間に発生した出来事を記述する。両大統領の暗殺は大量虐殺を触発した引鉄であり、結果として凡そ80万人と推計されるツチと穏健派のフツが殺害された。その暗殺事件直後の数日間のうちに様々な鍵となる出来事が発生し、後続した虐殺事件の道筋が決定付けられた。これには次のようなものが含まれた：
- 強硬なアカズ派が牛耳る暫定政府による実権掌握
- 反対勢力を成すフツ系政治家たちの粛清
- ルワンダ全土を舞台とした虐殺計画の発動
- 国連平和維持要員の殺害。これは国際社会が一時的に介入を躊躇する原因となった。

## 危機管理委員会の会合（6日）
暗殺とその直後の詳細は、別記事ハビャリマナとンタリャミラ両大統領暗殺事件を参照。
1994年4月6日午後8時20分（UTC午後6時20分）頃、ルワンダ大統領ジュベナール・ハビャリマナをはじめルワンダ軍(FAR)（当時。現ルワンダ国防軍）参謀総長デオグラティアス・ンサビマナ他の有力者を乗せた旅客機がキガリ国際空港に着陸しようとするところを撃墜された。国防相オーギュスタン・ビジマナは陸軍情報部長のアロイス・ンティウィラガボを伴ってカメルーンで会合に出席中だった。墜落から凡そ1時間半から2時間後、キガリの軍司令部に居合わせた将校は後任の参謀総長を選ばねばならないことに気付き、重苦しい雰囲気で会議を開いた。まもなく国防省の官房長テオネスト・バゴソラ大佐が現れ、その会合の議長を務めるのは彼の責務だと述べた。バゴソラは軍人としての評価は低かったが、政府与党であるMRDNとの政治的コネによってその地位に就いていた。ある大佐は国家警察長官のオーギュスタン・ンディンディリイマナ(en)少将の方がふさわしいと提案したが、ンディンディリイマナは辞退し、一部の将校を驚愕させた。
多くの者は権力の空白状態が生じることを危惧していた。アガート・ウィリンジイマナ首相は大統領職務の代行順位として法律上筆頭にあったが、殆どの将校は彼女に統治能力は無いと信じており、バゴソラは彼らが彼女の指導下に入るという選択肢を却下した。アルーシャ協定に従って行動すべきかも議論されたが、その場合は叛徒であるルワンダ愛国戦線(RPF)と今後について協議する必要があった。バゴソラは軍が政権を握るべきだと提案したが、賛同したのは国防省財務局長のシプリアン・カユンバ中佐ただ一人だった。殆どの将校はこれがクーデターに見えてしまうことは避けたいと必死だった。やがて誰かが、協定は依然として有効であり国連も国内に健在だと指摘した。将校たちは、国際連合ルワンダ支援団(UNAMIR)に接触してUNAMIRの軍事司令官であるロメオ・ダレール将軍をこの会合に招き、クーデターが進行している訳では無いことを示そうということで合意した。尤も、フィリップ・ゴーレイヴィッチはこのときの状況を「フツ至上主義党のクーデター」だと述べている。

## ウィリンジイマナ首相と穏健派フツの暗殺
4月6日から7日にかけての夜、バゴソラ指導下のルワンダ軍メンバーは当時UNAMIR司令官だったロメオ・ダレール将軍と白熱した討議を交わした。UNAMIRは平和維持任務に加えてルワンダの首相に軍事力と司法権力両面について支援を提供していた。
ルワンダ首相アガート・ウィリンジイマナは、翌朝国営ラジオ局から声明を流し沈静化を訴えかけようと計画した。ダレール将軍は彼女をラジオ局まで護衛するよう平和維持部隊からガーナ兵5名とベルギー兵10名を派遣した。ところが、その朝大統領警護隊がラジオ局を管理下に置いたため、ウィリンジイマナは演説を断念せざるを得なくなった。更にその日、大統領警護隊は彼女とUNAMIRのベルギー人平和維持要員10名を暗殺した。午後9時、ダレールはベルギー人が殺されたこととガーナ人がフツ勢力によって助命されたことを知った。
アルーシャ協定を支持していた多数の穏健派フツ有力者が後に暗殺された。協定に基づく合同政府の暫定首相フォスタン・トゥワギラムングの命もまた狙われたが、これはUNAMIRの努力により阻止された。

## ベルギー人の青ヘルメット10名の殺害

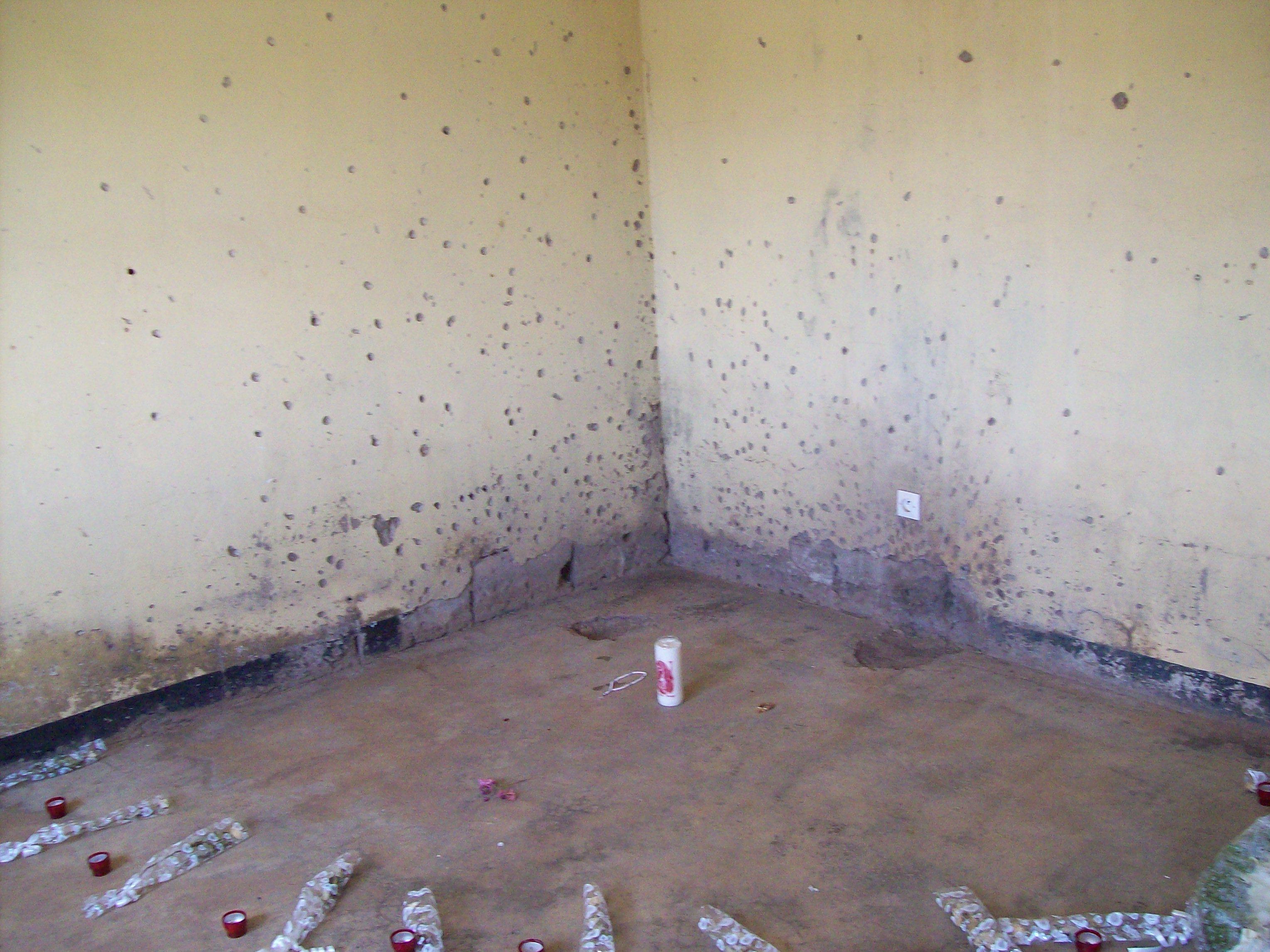
キガリに所在するUNAMIRのベルギー人殉職者の記念施設

大統領警護隊は首相であるウィリンジイマナを護衛していたUNAMIRの青ヘルメット（平和維持要員）15名を捕えた。うち5名はガーナ人でありすぐに釈放された。残る10名のベルギー人は拷問されマシェットで殺害された。
ベルナール・ントゥヤハガ少佐は2007年に殺人罪で有罪とされた。スコット・ピーターソンは著書Me Against My Brother の中でこのときの野蛮な殺害状況を次のように記述している。
彼らは逃げられないようにアキレス腱を切られ、そしてベルギー兵たち（彼らは皆一介の兵卒だったが）、は去勢され切り取った外性器を喉に詰め込まれて窒息しながら死んだ。

バゴソラとその側近たちは、ダレール将軍に対し、"ラジオ放送が大統領機撃墜の首謀者はベルギー人たちだと糾弾しているので、ベルギー人は急いで退去した方が良い"、と即座に申し入れた。これらの糾弾が大統領警護隊の制御不能な大きな怒りに繋がっていた。1994年1月に、ダレール将軍は「ジャン＝ピエール」と呼ばれる情報提供者から、UNAMIRの主力を成すベルギー兵をUNAMIRから脱落させるためにベルギー人を攻撃する計画がある、と伝えられていた。

## ベルギーとフランスによる外国人居住者の国外退去
フランスとベルギーはそれぞれ軍を投入して2つの異なる国外退去作戦を実行した。詳細は別記事ルワンダ虐殺における国際社会の動向を参照。フランスはまた有力者やハビャリマナ政権の官僚の家族、大統領孤児院の子供たちなども国外に脱出させた。
これらの国外退去は後に2つの大きな議論を巻き起こした。1つは近隣に存在した欧米兵力の介入によりジェノサイドを防げなかったかというものである。当時、キガリ南方200キロのブルンジにはアメリカの兵力が存在しており、更に多数の西側兵力がルワンダまで飛行機で数時間以内の場所に存在していた。これらの部隊の当事者は、彼らが投入されればキガリを制御下に取り戻せたし、装備が嘆かわしいほど不足していたUNAMIRを十分支援できた筈だという見解で一致している。もう1つの議論は、危機が迫っていたツチの緊急避難にはほぼ全く手が貸されなかったという点についてである。西側諸国では唯一ベルギーのみがツチの脱出に関わった。これらのごく僅かなツチは、脱出するグループに交渉を通じて加わるかまたはその中に紛れ込むことで難を逃れた。

## 暫定政権の構成
首相であるウィリンジイマナの暗殺後、新政権が作られた。そこで首相となったジャン・カンバンダは後のルワンダ国際戦犯法廷(ICTR)で最初に訴追され、有罪を認めた。国連報告の 14.4節から14.8節を参照。この政権はジェノサイドを指導したことで特徴付けられる。ICTRはこの大半のメンバーに有罪を宣告し、残りもその途上にある。この政権を巡っては、大統領警護隊を制御下に置いたバゴソラ大佐と、文民政府を望んだルワンダ軍部の間で主導権争いがあったらしい。結果として政権は状況を鑑みた妥協の産物となり、バゴソラは軍政を断念しつつ、ツチの抹殺に向けてフツ・パワー支持の有力者から成る文民政権を「用意」（という言葉が国連との合意時に用いられた）した。

## ルワンダ政府軍とRPFの間の内戦再発
1993年、アルーシャ協定によりキガリ内にルワンダ愛国戦線(RPF)とルワンダ政府軍それぞれの管理区域が画定され、両者の間には非武装地帯が置かれた。両者は合同暫定政府(BBTG)の樹立後に武装を解除し、民主化と内戦後の復興に携わる筈だった。ここで注意しておくべきことには、ルワンダ政府軍は大統領警護隊及びルワンダ国家警察と密接に関係しており、ハビャリマナ大統領（フツ出身）に忠誠を誓っていた。その他のフツ・パワー支持の急進派集団もルワンダ政府軍と連携していた（これには大統領自身のフツ・パワー急進政党であるMRNDも含まれる）。ルワンダ政府軍とその友好組織から見ると、RPFはただツチの利益のみを図ってルワンダの政権奪取を試みているものと映り、フツを排斥して植民地時代のようなツチによる支配を取り戻そうとしているように見えた。これらの勢力に挟まれて、脆弱な欠片をどうにか繋ぎ合わせようとする穏健派が存在していた。
1994年4月6日は内戦の再開と虐殺の始まりとなった。その日の夕刻、ルワンダ大統領ジュベナール・ハビャリマナ少将の乗機がキガリ空港上空で撃墜された。この飛行機にはブルンジ大統領のシプリアン・ンタリャミラと、ルワンダ軍参謀総長のデオグラティアス・ンサビマナも同乗していた。生存者はいなかった。ルワンダ政府軍は即座に暗殺犯はRPFだとしてこれを非難し、その夜を以て脆弱な平和協定は瓦解してしまい、様々な努力にもかかわらず遂に復活することは無かった。大統領警護隊は穏健派フツと全てのツチに対する周到に準備された暗殺計画を発動し、手始めとして今や破綻したアルーシャ協定と合同暫定政府(BBTG)への賛同者たちを襲った。彼らは飛行機の墜落から文字通り即座に行動を開始し、時間を一切無駄にしなかった。4月7日の夜明けを迎える頃には、国中が既に深く流血に染まっていた。
飛行機が墜落した後、UNAMIRは自分たちが都市全体に薄く分散しており、委任されていた各種の権限は宙に浮いてしまっていることを見出した。彼らには襲われている人々を守れるだけの戦力はなく、国連からは自衛を除き発砲を禁止されていた。人々は国連管理区域に保護を求めて雪崩れ込んだが、そこには食料も水の供給も電力も無く、特に水と電力の供給はハビャリマナ大統領暗殺後に忽ち途絶した。UNAMIRには民間人をどう扱うべきか、またどの程度まで保護を提供すべきかについて殆ど指針が無かった。混乱に輪を掛けたのは、多数の政府関係者や有力者が緊急の身の危険を悟ったことだった。UNAMIRへの保護要請はUNAMIRの対応能力を超えて殺到したが、キガリ内を移動して人々を救助することは非常に危険であるばかりか多くの場合は不可能だった。車両の不足、信頼できる通信手段の欠如、燃料の不足、そして兵力の不足が救援活動を著しく妨げた。
4月7日、暫定政権首相のアガート・ウィリンジイマナ、及び合同暫定政府(BBTG)樹立に向けて用心深く行動してきた誰かが代表して、国民に平静を呼びかけることになった。そのために国営のラジオ・ルワンダが選ばれたが、彼女は放送を阻まれ、同日間も無く暗殺された。ウィリンジイマナが殺害され国営放送も立入禁止となると、最早市民を沈静化させる者は誰もいなかった。偽情報と扇動演説が独立系ラジオ局である千の丘自由ラジオテレビジョン(RTLM)から流されるようになった。RTLMは大統領機の墜落はベルギーの平和維持部隊とRPFによるものだと即座に断定し、民衆に蜂起して平和維持部隊とツチの「ゴキブリ」を殺すよう訴えた。恐怖と嫌悪は既に国中に深く根を降ろしていたが、更に稲妻の速さで広まった。UNAMIRと米軍はRTLMの放送をやめさせる方法を検討したが、実行には移されなかった。
RPFは大統領警護隊を止められる立場にあるのは自分たちだけであることに気付いた。大統領警護隊は国家警察やインテラハムウェと共にキガリ中の道路を封鎖し穏健派フツとツチの殺害を始めていた。インテラハムウェは地域住民で構成され、ツチへの嫌悪を極度に駆り立てられており、また制御するのが大変難しい集団だった。何故なら彼らは地域社会やルワンダ政府軍と密接に繋がっていたからである。UNAMIRの手は縛られていた。そこで選択肢を無くしたRPFは攻勢を開始し、ルワンダ政府軍との間で戦闘になった。ルワンダ政府軍は殺戮を行っている暴徒との関係を否定したが、ルワンダ軍を指導したテオネスト・バゴソラ大佐がジェノサイドを組織した中心人物の一人だったことがその後示されている。政治折衝の手段が失われたため、殺戮を止める唯一の手段はルワンダ政府軍を撃退してフツ過激派集団から主導権を奪うことだった。しかしながらRPFもまた全ての無意味な流血に関し潔白だった訳ではない。罪のない市民を殺害したか、または殺害したと思われた一部のフツ過激派が、RPFにより捕われて殺された。尤も、数から言えば殺害された80万人のツチには遥かに及ばなかった。